# コルグ・Dシリーズ
Dシリーズはコルグのハードディスクマルチトラックレコーダーの型番・商品名及びそれらのシリーズ名である。
- D8 - 1997年12月発売。コルグ初の一般向けハードディスクマルチトラックレコーダー[1]。しかしデジタルながらバウンスで音が劣化する等評価は高くなかった。非圧縮16bit、サンプリング周波数44.1kHz。内蔵ハードディスク1.4GB。SCSI対応。
- D16 - 1999年11月発売。16bit時同時再生16トラック同時録音8トラック、24bit時同時再生8トラック、同時録音4トラック。サンプリング周波数44.1kHz。2.1GBハードディスク内蔵、SCSI端子装備。電源はACアダプターKA141によりAC9V。性能、取り扱いにおいては高い評価を受けたが筐体が小さく熱を持ちやすい点が指摘されている。
- D12 - 2000年11月発売。24bit非圧縮、サンプリング周波数44.1kHz。16チャンネル4バスミキサー内蔵。24bitS/P DIFデジタル入出力端子。SCSI端子に接続した外部ドライブからWAVファイルをインポート可能。6GBのハードディスクを内蔵、1トラック16bit録再時最長18.6時間。ベイを搭載しCD-R/RWを内蔵可能。
- D1600 - 2000年12月発売。録音再生24bit非圧縮、サンプリング周波数44.1kHz。ベイを搭載しCD-R/RWを内蔵可能。
- D1200 - 2002年6月発売。D12をベースにモデリングモードとファンタム電源を搭載。タッチパネル無しでも操作を行い易く工夫が施された。また、Dシリーズでは初めてUSBを搭載した機種。モデリングモードは単にエフェクトの強化だけにとどまらず、MTR初心者でも簡易的に録音ができるようになっている。
- D1200mkII - D1200ではオプションであったCD-R/RWドライブを標準搭載し、筐体カラーがブルーに変更されたマイナーチェンジ版。それ以外はD1200と同等。
- D1600mkII - D1600の外部接続端子をSCSIからUSBに変更した型。USB1.1対応。また、エフェクトやトラックエディットがD1200と同等のものに強化されている。
- D32XD - 2003年9月発売。大型筐体を持つプロ用機。録音再生24/16bit非圧縮、サンプリング周波数96/48/44.1kHz。USB1.1に対応。PCドライブを2Gbyte確保しパソコン接続時に外付けハードディスクとしてみることができる。80GBのハードディスクを内蔵。ムービングフェダー17本。オプションとして8チャンネルのアナログインプットを増設するAIB-8[2]、AIB-8にアナログコンプレッサーを付加するACB-8[3]、2チャンネルの真空管プリアンプとオプティカルコンプレッサーを増設するTPB-2[4]、ADATオプティカルI/OボードDIB-8がある。
- D16XD - 2003年9月発売。D32XDの16トラック版。40GBのハードディスク内蔵。
- D4 - 2005年6月発売。小型軽量版。
- D3200 - 2005年9月発売。D32XDの後継機。内部処理最大69bit、録音再生24/16bit非圧縮、サンプリング周波数48/44.1kHz。USB2.0に対応。PCドライブを2/4/8Gbyte確保しパソコン接続時に外付けハードディスクとしてみることができる。
- D888 - 8チャンネル入出力ミキサーに8チャンネルのマルチトラックレコーダーが組み合わされている。録音再生16bit非圧縮、サンプリング周波数44.1kHz。40GBのハードディスク内蔵。USB2.0に対応。